# Otford
Otford – wieś w Anglii, w hrabstwie Kent, w dystrykcie Sevenoaks. Leży nad rzeką Darent, 25 km na zachód od miasta Maidstone i 31 km na południowy wschód od centrum Londynu. W 2011 miejscowość liczyła 3465 mieszkańców.